# Guerras de Alejandro Magno
Las Guerras de Alejandro Magno fueron una serie de conquistas, invasiones y ocupaciones militares que llevó a cabo Alejandro III del incipiente Imperio Macedonio desde el 336 a.C. hasta el 323 a.C. Comenzaron con las batallas contra el Imperio persa aqueménida, entonces bajo el gobierno de Darío III de Persia. Tras la cadena de victorias de Alejandro contra la Persia aqueménida, inició una campaña contra los caciques y señores de la guerra locales que se extendían desde la Grecia hasta la región del Punjab en el Sur de Asia. En el momento de su muerte, gobernaba la mayor parte de las regiones de Grecia y del Imperio Aqueménida conquistado (incluyendo gran parte del Egipto persa); sin embargo, no consiguió conquistar el subcontinente indio en su totalidad, como era su plan inicial. A pesar de sus logros militares, Alejandro no proporcionó ninguna alternativa estable al gobierno del Imperio Aqueménida, y su prematura muerte sumió a los vastos territorios que conquistó en una serie de guerras civiles, conocidas comúnmente como las Guerras de los Diádocos.
Alejandro asumió el reinado de la antigua Macedonia tras el asesinato de su padre, Filipo II de Macedonia. Durante sus dos décadas en el trono, Filipo II había unificado las poleis (ciudades-estado griegas) de la Grecia continental (con hegemonía macedonia) bajo la Liga de Corinto. Alejandro procedió a consolidar el dominio macedonio sofocando una rebelión que tuvo lugar en las ciudades-estado del sur de Grecia, y también realizó una corta pero sangrienta excursión contra las ciudades-estado del norte. A continuación, se dirigió al este para llevar a cabo sus planes de conquista del Imperio Aqueménida. Su campaña de conquistas desde Grecia se extendió por Anatolia, Siria, Fenicia, Egipto, Mesopotamia, Persia, Afganistán e India. Extendió las fronteras de su Imperio Macedonio hasta el este de la ciudad de Taxila en el actual Pakistán.
Antes de su muerte, Alejandro también había hecho planes para una expansión militar y mercantil helénica en la península arábiga, tras lo cual planeaba dirigir sus ejércitos hacia la Cartago, la Roma y la península ibérica en el oeste. Sin embargo, los Diadocos (sus rivales políticos) abandonaron estos planes tras su muerte; en su lugar, a los pocos años de la muerte de Alejandro, los Diadocos iniciaron una serie de campañas militares entre sí y se repartieron los territorios del Imperio Macedonio entre ellos, desencadenando 40 años de guerras durante el periodo helenístico.

## Antecedentes
En el año 336, Filipo II fue asesinado por el capitán de su guardia personal, Pausanias. El hijo de Filipo, y previamente designado heredero, Alejandro, fue proclamado rey por los nobles y el ejército macedonio. También sucedió a su padre al frente de la Liga de Corinto, una confederación de estados griegos que estaban bajo la hegemonía de Macedonia para combatir al Imperio aqueménida.
La noticia de la muerte de Filipo provocó la revuelta de muchos estados, entre ellos Tebas, Atenas, Tesalia, así como de las tribus tracias al norte de Macedonia. Cuando las noticias de la revuelta llegaron a Alejandro, éste actuó rápidamente. Aunque sus asesores le recomendaron el uso de la diplomacia, Alejandro hizo caso omiso del consejo y reunió a su caballería macedonia de 3000 hombres. Juntos, el ejército cabalgó hacia el sur, en dirección a Tesalia (vecina inmediata de Macedonia por el sur). Cuando encontró al ejército tesalio bloqueando el paso entre el Monte Olimpo y el Monte Osa, hizo que sus hombres cabalgaran sobre el Monte Osa. Cuando los tesalios despertaron, encontraron a Alejandro en su retaguardia. Los tesalios se rindieron rápidamente y su caballería se sumó a la fuerza de Alejandro. A continuación, Alejandro se dirigió al sur, hacia el Peloponeso.
Alejandro se detuvo en las Termópilas, donde fue reconocido como líder de la Liga Sagrada antes de dirigirse al sur, a Corinto. Atenas pidió la paz y Alejandro recibió al enviado e indultó a todos los implicados en la revuelta. En Corinto, recibió el título de 'Hegemón' de las fuerzas griegas contra los persas. Durante su estancia en Corinto, le llegó la noticia de un levantamiento tracio en el norte.

## Campaña balcánica
Antes de cruzar a Asia, Alejandro quiso salvaguardar sus fronteras septentrionales y, en la primavera del 335 a.C., avanzó hacia Tracia para hacer frente a la revuelta, que estaba dirigida por los ilirios y los tribales. En los Montes Hemo, el ejército macedonio atacó y derrotó a una guarnición tracia que ocupaba las alturas. A continuación, los macedonios fueron atacados en la retaguardia por los tribales, que fueron aplastados a su vez. Alejandro avanzó entonces hacia el Danubio, encontrándose con la tribu Getae en la orilla opuesta. El ejército getae se retiró tras la primera escaramuza de caballería, dejando su ciudad en manos del ejército macedonio. Entonces llegó a Alejandro la noticia de que Clito, rey de Iliria, y el rey Glaukias de los Taulantios se habían rebelado abiertamente contra la autoridad macedonia. Alejandro derrotó a cada uno de ellos, obligando a Clito y a Glaukias a huir con sus ejércitos, dejando segura la frontera norte de Alejandro.
Mientras hacía una campaña triunfal hacia el norte, los tebanos y los atenienses se rebelaron una vez más. Alejandro reaccionó inmediatamente, pero, mientras las demás ciudades volvían a dudar, Tebas decidió resistir con el máximo vigor. Sin embargo, esta resistencia fue inútil, ya que la ciudad fue arrasada en medio de un gran derramamiento de sangre y su territorio se repartió entre las demás ciudades beocias. El fin de Tebas acobardó a Atenas y dejó a toda Grecia, al menos en apariencia, en paz con Alejandro.

## Persia

### Asia Menor

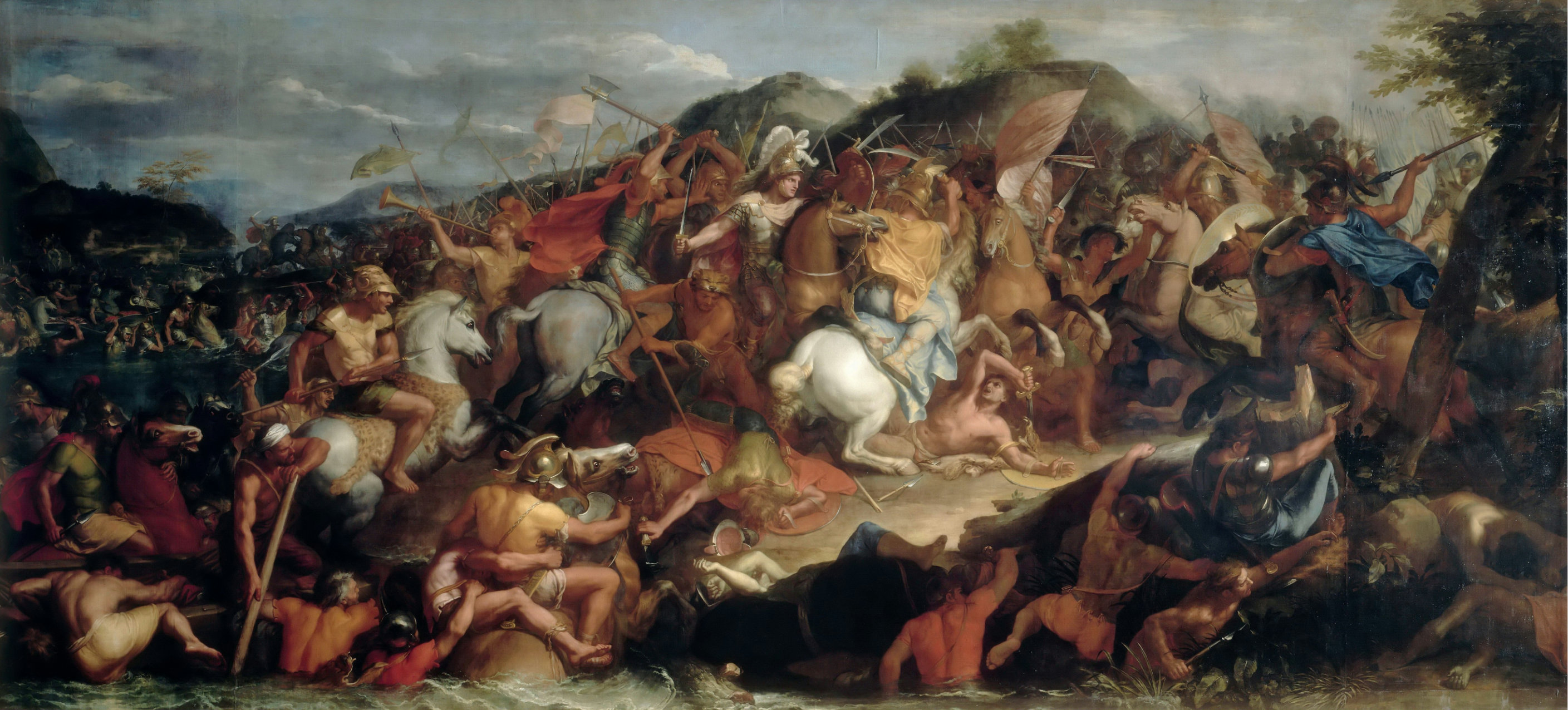
La batalla de Granicus (1665) de Charles Le Brun representa a Alejandro Magno en el centro de la batalla de caballería.

En el año 334 a.C., Alejandro cruzó el Helesponto hacia Asia. Se necesitaron más de cien trirremes (galeras de triple casco) para transportar a todo el ejército macedonio, pero los persas decidieron ignorar el movimiento.
En estos primeros meses, Darío seguía negándose a tomar en serio a Alejandro o a plantear un desafío serio a los movimientos de éste. Memnón de Rodas, el mercenario griego que se alineó con los persas, abogó por una estrategia de tierra quemada. Quería que los persas destruyeran la tierra frente a Alejandro, lo que esperaba que obligara al ejército de éste a morir de hambre y luego a retroceder. Los sátrapas de Anatolia rechazaron este consejo, pues consideraban que su deber era defender su tierra. Finalmente, ante el avance de Alejandro en territorio persa, Darío ordenó a los cinco sátrapas de las provincias de Anatolia que reunieran sus recursos militares y se enfrentaran a Alejandro. Este ejército estaba dirigido por Memnón, mientras que el mando absoluto se dividía entre los cinco sátrapas.

#### Batalla del río Gránico

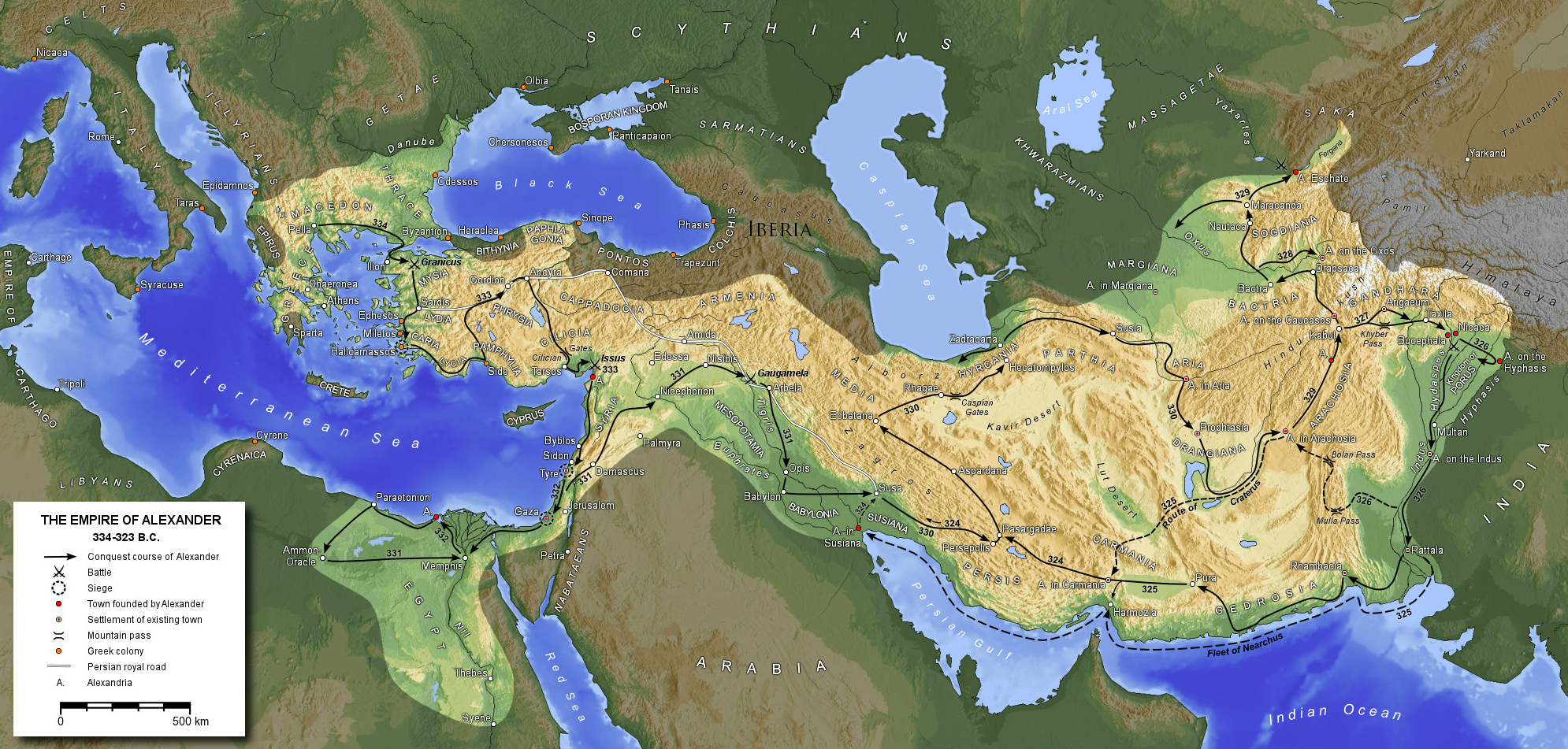
Mapa de lo que sería el imperio de Alejandro

La Batalla del río Gránico de mayo del 334 a.C. se libró en el noroeste de Asia Menor (la actual Turquía), cerca del emplazamiento de Troya. Tras cruzar el Helesponto, Alejandro avanzó por el camino hasta la capital del sátrapa de Frigia. Los distintos sátrapas del imperio persa reunieron sus fuerzas en la ciudad de Zelea y ofrecieron batalla a orillas del río Gránico. Alejandro acabó librando muchas de sus batallas a orillas de un río. De este modo, pudo minimizar la ventaja numérica de los persas. Además, los mortíferos carros persas eran inútiles en una ribera estrecha y embarrada.[cita requerida]
Arriano, Diodoro y Plutarco mencionan la batalla, siendo Arriano el que aporta más detalles. Los persas colocaron su caballería delante de su infantería y se situaron en la orilla derecha (este) del río. La línea macedonia estaba dispuesta con la falange pesada macedonia en el centro, la caballería macedonia dirigida por Alejandro a la derecha y la caballería tesalia aliada dirigida por Parmenión a la izquierda. Los persas esperaban que el asalto principal viniera de la posición de Alejandro y movieron unidades de su centro a ese flanco.[cita requerida]

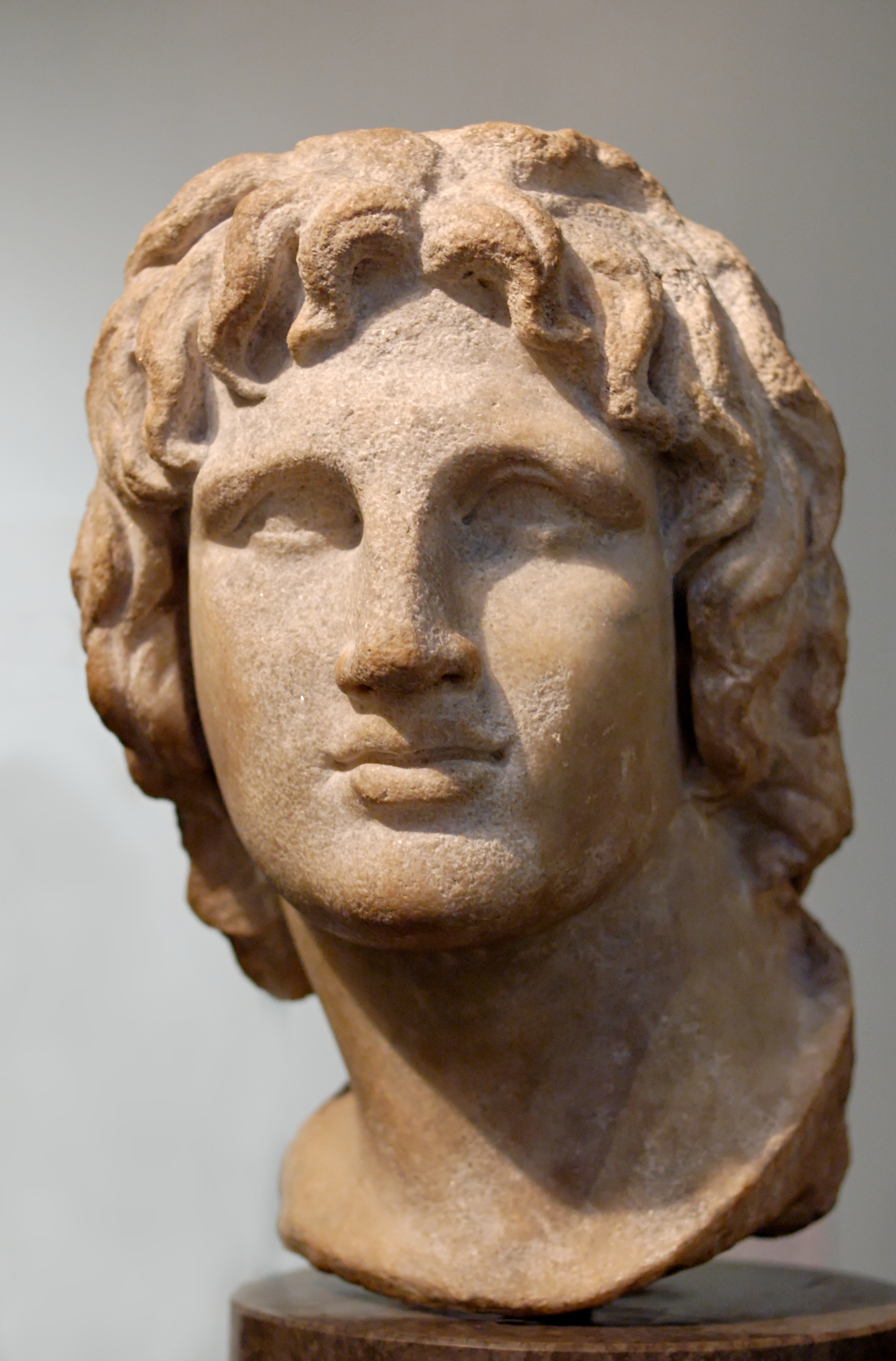
Busto helenístico de mármol de Alejandro del siglo II-I a.C., posiblemente de Alejandría, Egipto, ahora en el Museo Británico

El segundo al mando de Alejandro, Parmenión, sugirió cruzar el río río arriba y atacar al amanecer del día siguiente, pero Alejandro atacó inmediatamente. Ordenó a un pequeño grupo de caballería e infantería ligera que atacara desde la derecha macedonia para sacar a los persas de la orilla y adentrarse en el río. Al ver que había roto la línea persa, Alejandro condujo a sus compañeros de a caballo en orden oblicuo hacia la derecha para flanquear a los persas y ganar tiempo para que su infantería cruzara el río. Varios nobles persas de alto rango fueron asesinados por el propio Alejandro o sus guardaespaldas, aunque Alejandro quedó aturdido por un golpe de hacha de un noble persa llamado Espitrídates. Sin embargo, antes de que el noble pudiera asestar un golpe mortal, fue asesinado por Clito el Negro. La caballería macedonia abrió un agujero en la línea persa mientras la infantería macedonia avanzaba, obligando al enemigo a retroceder y, finalmente, a romper su centro. La caballería persa se dio la vuelta y huyó del campo de batalla, y la infantería mercenaria griega que tenían en reserva fue rodeada por los macedonios y masacrada; sólo unos dos mil de ellos sobrevivieron, y fueron enviados de vuelta a Macedonia para trabajar.

#### Alejandro consolida su apoyo en Asia Menor
Tras la batalla, Alejandro enterró a los muertos (griegos y persas) y envió a los mercenarios griegos capturados de vuelta a Grecia para que trabajaran en las minas, como lección abyecta para cualquier griego que decidiera luchar por los persas. Envió parte del botín a Grecia, incluidas trescientas panoplias (armaduras persas completas) a Atenas para dedicarlas en el Partenón con la inscripción "Alejandro, hijo de Filipo y de los griegos, lacedemonios (Esparta) exceptuados, estos despojos de los bárbaros que habitan en Asia".
Antípatro, a quien Alejandro había dejado al frente de Macedonia en su ausencia, había tenido vía libre para instalar dictadores y tiranos allí donde lo considerara oportuno con el fin de minimizar el riesgo de una rebelión. Sin embargo, a medida que se adentraba en Persia, la amenaza de problemas parecía crecer. Muchas de estas ciudades habían sido gobernadas durante generaciones por tiranos de mano dura, así que en estas ciudades persas hizo lo contrario de lo que hizo en Grecia. Queriendo parecer un libertador, liberó a la población y permitió el autogobierno. A medida que continuaba su marcha hacia Persia, vio que su victoria en Gránico no había pasado desapercibida para nadie. Una ciudad tras otra parecía rendirse ante él. El sátrapa de Sardis, así como su guarnición, fue uno de los primeros sátrapas en capitular.[cita requerida]
A medida que estos sátrapas renunciaban, Alejandro nombraba a otros nuevos para sustituirlos, y afirmaba desconfiar de la acumulación de poder absoluto en manos de cualquiera. Parecía haber pocos cambios con respecto al antiguo sistema. Sin embargo, Alejandro nombró juntas independientes para recaudar los tributos y los impuestos de las satrapías, lo que parecía no hacer más que mejorar la eficiencia del gobierno. Sin embargo, el verdadero efecto fue separar la función civil de la financiera de estas satrapías, asegurando así que estos gobiernos, aunque técnicamente eran independientes de él, nunca lo fueron realmente. Por lo demás, permitió que los habitantes de estas ciudades siguieran como siempre, y no hizo ningún intento de imponerles las costumbres griegas. Mientras tanto, embajadores de otras ciudades griegas de Asia Menor acudieron a Alejandro, ofreciéndole sumisión si permitía la continuidad de sus "democracias". Alejandro les concedió su deseo y les permitió dejar de pagar impuestos a Persia, pero sólo si se unían a la Liga de Corinto. Al hacerlo, se comprometían a proporcionar apoyo monetario a Alejandro.[cita requerida]

#### Sitio de Halicarnaso

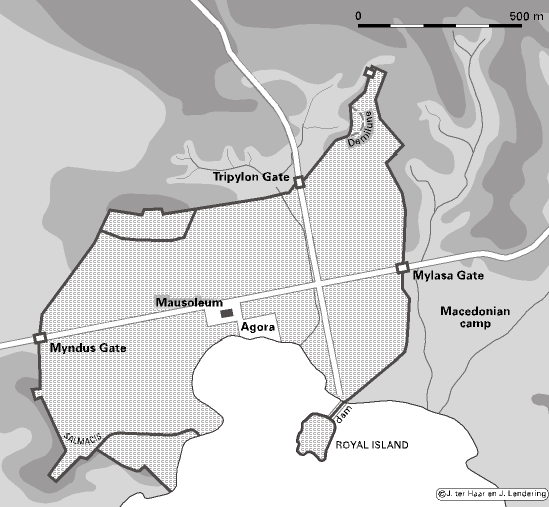
Mapa de Halicarnasso en el tiempo del sitio

El Sitio de Halicarnaso se llevó a cabo en el año 334 a.C. Alejandro, que contaba con una débil armada, se veía constantemente amenazado por la armada persa. Ésta intentaba continuamente provocar un enfrentamiento con Alejandro, que no quería. Finalmente, la flota persa navegó hasta Halicarnaso, para establecer una nueva defensa. Ada de Caria, la antigua reina de Halicarnaso, había sido expulsada de su trono por su usurpador hermano. A su muerte, Darío había nombrado a Orontobates sátrapa de Caria, que incluía a Halicarnaso en su jurisdicción. Al acercarse Alejandro en el año 334 a.C., Ada, que estaba en posesión de la fortaleza de Alinda, le rindió la fortaleza. Alejandro y Ada parecen haber establecido una conexión emocional. Él la llamaba "madre", ya que la encontraba más amigable que su madre megalomaníacal adoradora de serpientes Olimpia. A cambio de su apoyo, Ada le hizo regalos a Alejandro, e incluso le envió algunos de los mejores cocineros de Asia Menor, al darse cuenta de que Alejandro era muy goloso. En el pasado, Alejandro se había referido a su padre biológico, Filipo, como su "supuesto" padre, y prefería pensar en la deidad Amon Zeus como su verdadero padre. Así, finalmente había conseguido divorciarse de sus dos padres biológicos.[cita requerida]
Orontobates y Memnón de Rodas se atrincheraron en Halicarnaso. Alejandro había enviado espías para reunirse con los disidentes dentro de la ciudad, que habían prometido abrir las puertas y permitir la entrada de Alejandro. Sin embargo, cuando sus espías llegaron, los disidentes no aparecían por ningún lado. Se produjo una pequeña batalla y el ejército de Alejandro consiguió atravesar las murallas de la ciudad. Sin embargo, Memnón desplegó sus catapultas y el ejército de Alejandro retrocedió. Memnón desplegó entonces su infantería, y poco antes de que Alejandro recibiera su primera (y única) derrota, su infantería consiguió atravesar las murallas de la ciudad, sorprendiendo a las fuerzas persas y matando a Orontobates. Memnón, al darse cuenta de que la ciudad estaba perdida, le prendió fuego y se retiró con su ejército. Un fuerte viento hizo que el fuego destruyera gran parte de la ciudad. Alejandro encomendó entonces el gobierno de Caria a Ada; y ella, a su vez, adoptó formalmente a Alejandro como hijo, asegurando que el gobierno de Caria pasara incondicionalmente a él tras su eventual muerte.[cita requerida]

### Siria
Poco después de la batalla, Memnón murió. Su sustituto fue un persa que había pasado un tiempo en Macedonia llamado Farnabaso. Interrumpió las rutas de suministro de Alejandro tomando islas del Egeo cerca del Helesponto y fomentando la rebelión en el sur de Grecia. Mientras tanto, Darío llevó al ejército persa a interceptar a Alejandro.
Alejandro marchó con su ejército hacia el este a través de Capadocia, donde, durante un tramo de casi 150 km (93,2 mi), no había agua. Cuando su ejército se acercó a los Montes Tauro, sólo encontró una ruta por la que pasar, que era un estrecho desfiladero llamado "Las Puertas Cilicias". El desfiladero era muy estrecho, y podría haber sido fácilmente defendido. Sin embargo, el sátrapa persa de Capadocia tenía una visión exagerada de sus propias habilidades. Había estado en la Batalla del río Gránico, y había creído que la estrategia de tierra quemada de Memnon funcionaría aquí. No se dio cuenta de que las diferentes circunstancias del terreno hacían inútil esa estrategia. Si hubiera montado una defensa creíble del desfiladero, Alejandro habría sido rechazado fácilmente. Sólo dejó un pequeño contingente para vigilar el desfiladero, y llevó a todo su ejército a destruir la llanura que se extendía por delante del ejército de Alejandro. El contingente persa que debía vigilar el desfiladero pronto lo abandonó, y Alejandro pasó sin problemas. Se supone que Alejandro dijo después de este incidente que nunca había tenido tanta suerte en toda su carrera.[cita requerida]
Al llegar al monte Tauro, el ejército de Alejandro encontró un arroyo que fluía desde la montaña con agua helada. Sin pensarlo, Alejandro se lanzó al arroyo, sufrió un calambre y luego una convulsión, y fue sacado casi muerto. Rápidamente desarrolló una neumonía, pero ninguno de sus médicos quiso tratarlo, porque temían que, si moría, se les considerara responsables. Un médico llamado Felipe, que había tratado a Alejandro desde que era un niño, aceptó tratarlo. Aunque pronto cayó en coma, finalmente se recuperó.[cita requerida]

#### Batalla de Issos

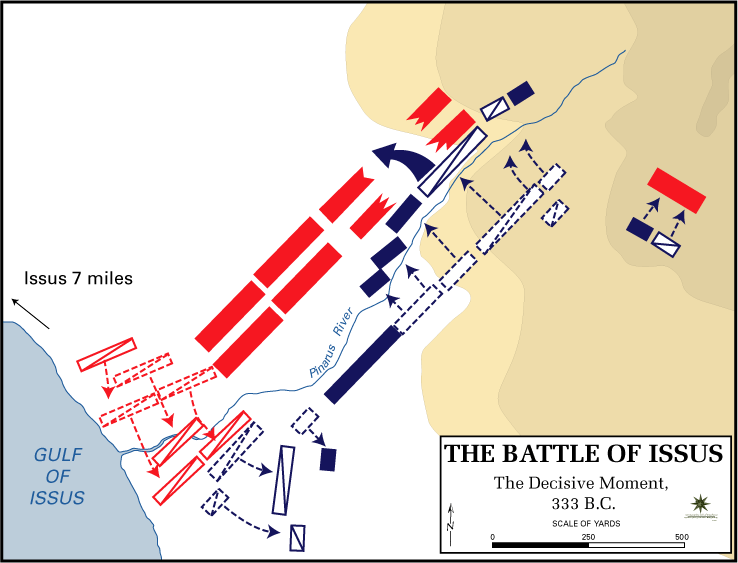
Ataque decisivo de Alejandro

La batalla de Isso tuvo lugar en el sur de Anatolia en noviembre del 333 a.C. Después de que las fuerzas de Alejandro derrotaran a los persas en la Batalla del Gránico, Darío se hizo cargo personalmente de su ejército, reunió un gran ejército de las profundidades del imperio y maniobró para cortar la línea de suministro griega, lo que obligó a Alejandro a contramarchar sus fuerzas, preparando el escenario para la batalla cerca de la desembocadura del río Pinaro y al sur de la aldea de Iso. Al parecer, Darío no era consciente de que, al decidir la batalla en la orilla de un río, estaba minimizando la ventaja numérica que su ejército tenía sobre el de Alejandro.
Al principio, Alejandro eligió un terreno aparentemente desfavorable. Esto sorprendió a Darío, que eligió por error mantener la posición equivocada mientras Alejandro instruía a su infantería para que adoptara una postura defensiva. Alejandro dirigió personalmente a la más selecta caballería de compañía griega contra la izquierda persa en las colinas, y cortó al enemigo en el terreno menos molesto, generando así una rápida huida. Tras lograr un avance, Alejandro demostró que podía hacer lo difícil y mantuvo a raya a la caballería después de romper la derecha persa. Alejandro montó entonces en su querido caballo Bucéfalo, ocupó su lugar al frente de su Caballería de compañía y dirigió un asalto directo contra Darío. Los caballos que tiraban del carro de Darío estaban heridos y empezaron a tirar del yugo. Darío, a punto de caer de su carro, en su lugar saltó. Tiró su diadema real, montó en un caballo y huyó del lugar. Las tropas persas, al darse cuenta de que habían perdido, se rindieron o huyeron con su desventurado rey. La caballería macedonia persiguió a los persas en fuga mientras hubo luz. Como en la mayoría de las batallas antiguas, después de la batalla se produjo una importante carnicería, ya que los macedonios que los perseguían masacraron a su abarrotado y desorganizado enemigo.[cita requerida]
Las tropas invasoras lideradas por Alejandro eran superadas en número por más de 2:1, sin embargo, derrotaron al ejército dirigido personalmente por Darío III del Persia aqueménida.  La batalla fue una victoria macedonia decisiva y marcó el principio del fin del poder persa. Fue la primera vez que el ejército persa fue derrotado con el rey presente en el campo. Darío dejó atrás a su esposa y una enorme cantidad de tesoros mientras su ejército huía. La codicia de los macedonios ayudó a persuadirlos de seguir adelante, al igual que el gran número de concubinas y prostitutas persas que recogieron en la batalla. Darío, temiendo ahora tanto por su trono como por su vida, envió una carta a Alejandro en la que prometía pagar un importante rescate a cambio de los prisioneros de guerra, y acordaba un tratado de alianza con Alejandro y la pérdida de la mitad de su imperio. Darío recibió una respuesta que comenzaba "Rey Alejandro a Darío". En la carta, Alejandro culpaba a Darío de la muerte de su padre y afirmaba que Darío no era más que un vulgar usurpador que planeaba tomar Macedonia. Aceptó devolver a los prisioneros sin rescate, pero dijo a Darío que él y Alejandro no eran iguales, y que Darío debía dirigirse a partir de entonces a Alejandro como "Rey de toda Asia". También se le informó secamente a Darío de que, si quería disputar la pretensión de Alejandro al trono aqueménida, tendría que plantar cara y luchar, y que, si por el contrario huía, Alejandro lo perseguiría y lo mataría. Con esto, Alejandro reveló por primera vez que su plan era conquistar todo el Imperio Persa.[cita requerida]

#### Sitio de Tiro

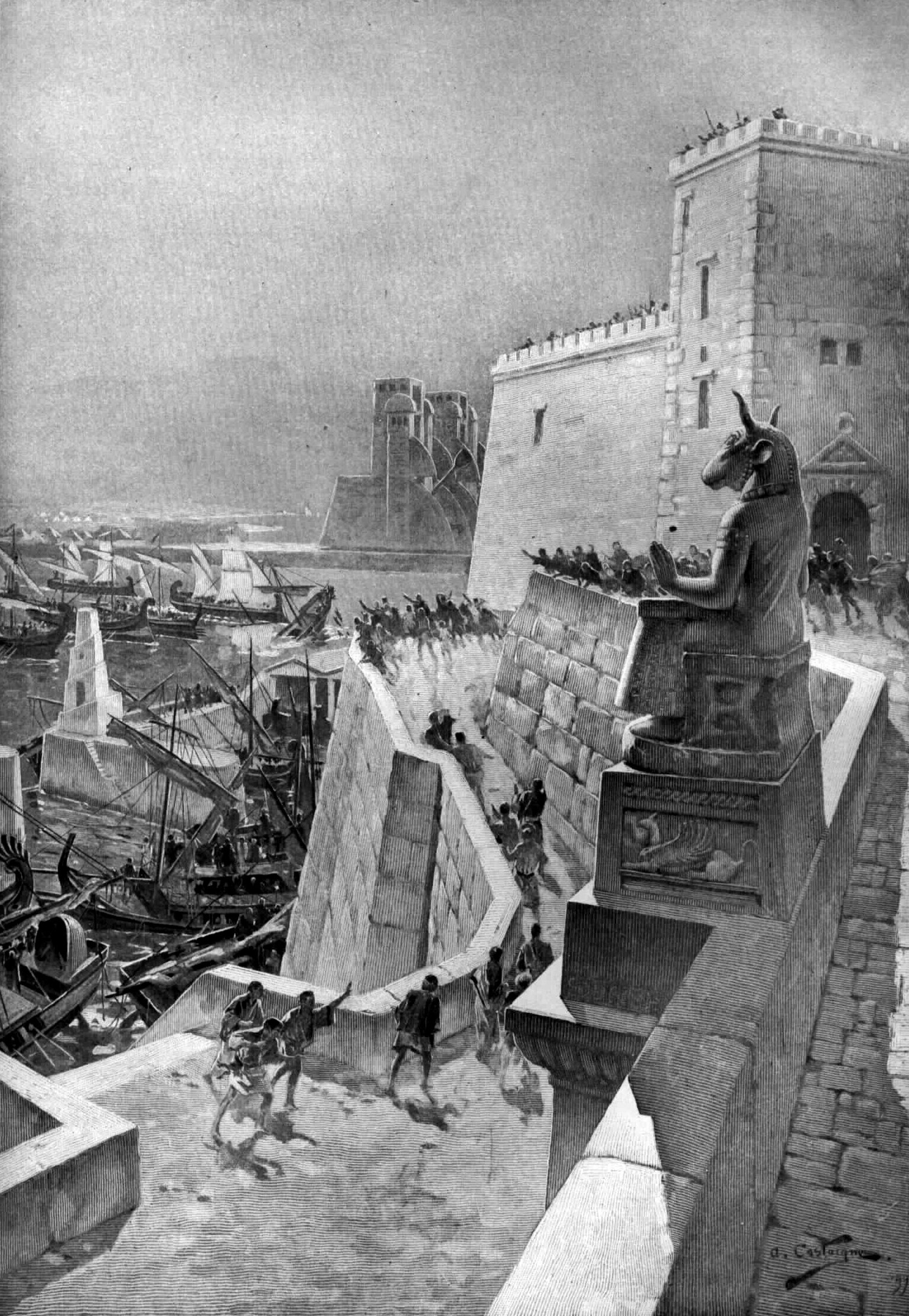
Una acción naval durante el asedio, dibujada por André Castaigne

El Sitio de Tiro tuvo lugar en el año 332 a.C. cuando Alejandro se lanzó a la conquista de Tiro, una base costera estratégica. Tiro era el único puerto persa que no capituló ante Alejandro. Incluso a estas alturas de la guerra, la armada persa seguía siendo una gran amenaza para Alejandro. Tiro, la mayor y más importante ciudad-estado de Fenicia, estaba situada tanto en la costa mediterránea como en una isla cercana con dos puertos naturales en el lado de tierra. En el momento del asedio, la ciudad contaba con aproximadamente 40.000 personas, aunque las mujeres y los niños fueron evacuados a Cartago, una antigua colonia fenicia.[cita requerida]
Alejandro envió un enviado a Tiro, proponiendo un tratado de paz, y pidió visitar su ciudad y ofrecer sacrificios a su dios Melqart. Los tirios dijeron amablemente a Alejandro que su ciudad era neutral en la guerra, y que permitirle ofrecer sacrificios a Melqart equivaldría a reconocerlo como su rey. Alejandro pensó en construir una calzada que permitiera a su ejército tomar la ciudad por la fuerza. Sus ingenieros no creían que fuera posible construir una estructura tan masiva, por lo que Alejandro envió una vez más enviados de paz para proponer una alianza. Los tirios creyeron que esto era una señal de debilidad, por lo que mataron a los enviados y arrojaron sus cuerpos por encima de la muralla. La disidencia contra los planes de Alejandro de tomar la ciudad por la fuerza desapareció, y sus ingenieros comenzaron a diseñar la estructura. Alejandro comenzó con una hazaña de ingeniería que muestra el verdadero alcance de su brillantez; como no podía atacar la ciudad desde el mar, construyó una calzada de un kilómetro de longitud que se extendía hasta la isla sobre un puente de tierra natural de no más de dos metros de profundidad. Alejandro construyó entonces dos torres de 150 pies de altura y las trasladó al final de la calzada. Los tirios, sin embargo, idearon rápidamente un contraataque. Utilizaron un viejo barco de transporte de caballos y lo llenaron de ramas secas, brea, azufre y varios otros combustibles. Luego le prendieron fuego, creando lo que podríamos llamar una forma primitiva de napalm, y lo llevaron hasta la calzada. El fuego se extendió rápidamente, envolviendo las dos torres y el resto del equipo de asedio que habían subido.[cita requerida]
Esto convenció a Alejandro de que no podría tomar Tiro sin una armada. El destino pronto le proporcionaría una. En ese momento, la armada persa regresó para encontrar sus ciudades de origen bajo el control de Alejandro. Dado que su lealtad era a su ciudad, eran por lo tanto de Alejandro. Ahora tenía ochenta barcos. Esto coincidió con la llegada de otros ciento veinte procedentes de Chipre, que habían oído hablar de sus victorias y deseaban unirse a él. Alejandro navegó entonces hacia Tiro y bloqueó rápidamente ambos puertos con su superioridad numérica. Hizo que varias de las galeras más lentas, y algunas barcazas, fueran equipadas con arietes, el único caso conocido de uso de arietes en barcos. Alejandro comenzó a probar la muralla en varios puntos con sus arietes, hasta que abrió una pequeña brecha en el extremo sur de la isla. Entonces coordinó un ataque a través de la brecha con un bombardeo desde todos los lados por parte de su armada. Una vez que sus tropas entraron en la ciudad, superaron fácilmente a la guarnición y capturaron rápidamente la ciudad. Los ciudadanos que se refugiaron en el templo de Heracles fueron perdonados por Alejandro. Se dice que Alejandro se enfureció tanto ante la defensa de Tiro y la pérdida de sus hombres que destruyó la mitad de la ciudad. Alejandro concedió el perdón al rey y a su familia, mientras que 30.000 residentes y extranjeros capturados fueron vendidos como esclavos. Sin embargo, hubo una familia a la que Alejandro dio un puesto muy alto en su gobierno, pero el único contacto que tuvo con ellos fue cuando pasó la noche con la mujer de la casa.[cita requerida]

### Egipto

#### Sitio de Gaza
La fortaleza de Gaza estaba construida sobre una colina y estaba fuertemente fortificada. Los habitantes de Gaza y sus aliados nabateos no querían perder el lucrativo comercio que controlaba Gaza.
Batis, el comandante de la fortaleza de Gaza, se negó a rendirse a Alejandro. Aunque era eunuco, Batis era físicamente imponente y despiadado. Después de tres asaltos infructuosos, la fortaleza fue finalmente tomada por la fuerza, pero no antes de que Alejandro recibiera una grave herida en el hombro. Cuando se tomó Gaza, la población masculina fue pasada a cuchillo y las mujeres y los niños fueron vendidos como esclavos. Según el historiador romano Quinto Curcio Rufo, Batis fue asesinado por Alejandro imitando el trato de Aquiles al caído Héctor. Una cuerda fue forzada a través de los tobillos de Batis, probablemente entre el hueso del tobillo y el tendón de Aquiles, y Batis fue arrastrado vivo en un carro bajo las murallas de la ciudad. Alejandro, que admiraba la valentía de sus enemigos y podría haberse inclinado a mostrar misericordia con el valiente general persa, se enfureció ante la negativa de Batis a arrodillarse y por el silencio altivo y el modo despectivo del comandante enemigo.
Una vez tomada Gaza, Alejandro marchó hacia Egipto. Su entrada se describió como "más cercana a una procesión triunfal que a una invasión"  Dieron la bienvenida a Alejandro como su rey, lo colocaron en el trono de los faraones, dándole la corona del Alto y del Bajo Egipto, y lo nombraron la encarnación de Ra y Osiris. Puso en marcha planes para construir Alejandría, y, aunque los futuros ingresos fiscales se canalizarían hacia él, dejó Egipto bajo la gestión de los egipcios, lo que le ayudó a ganarse su apoyo. [cita requerida]

### Mesopotamia

#### Batalla de Gaugamela

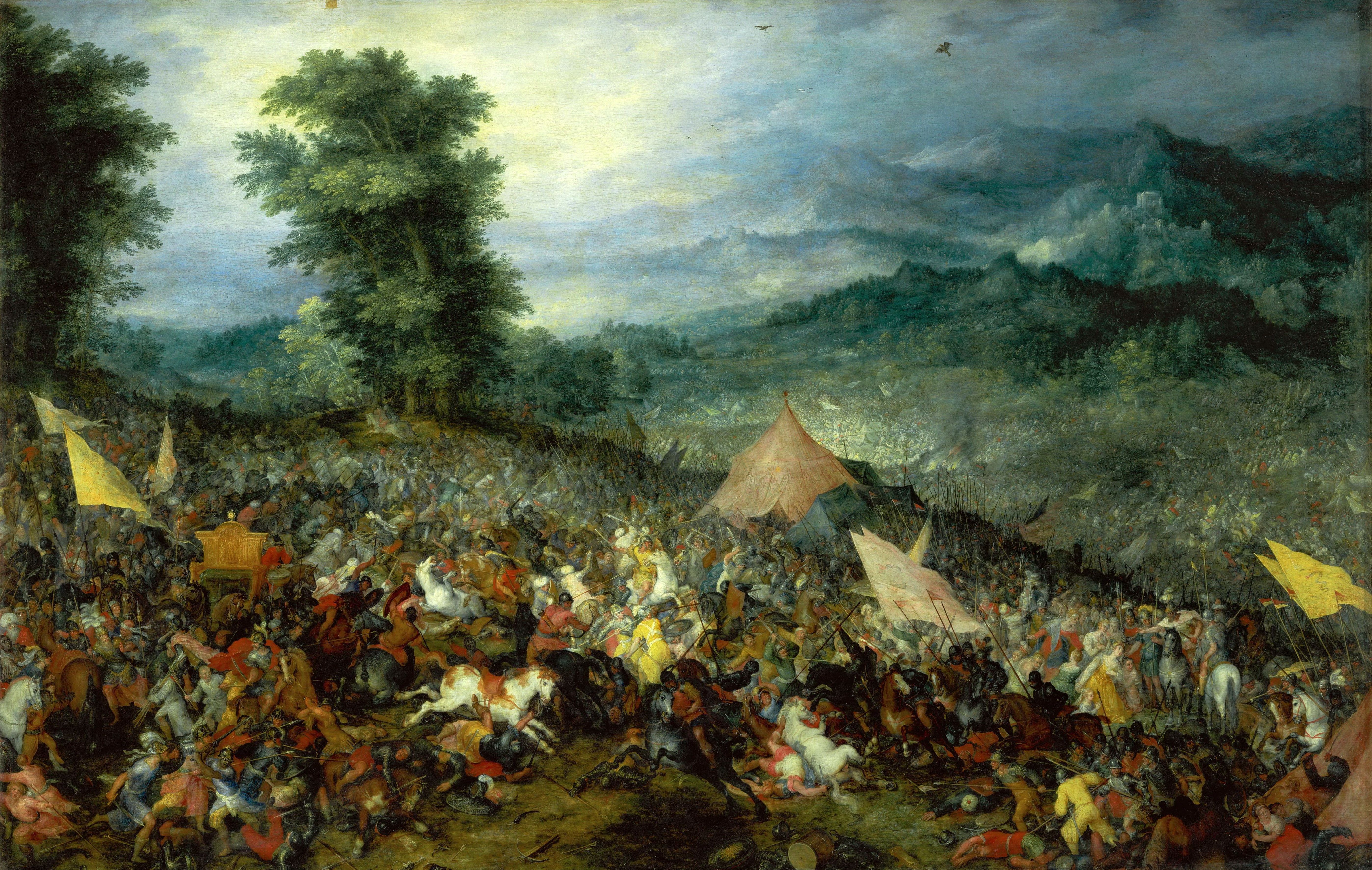
La batalla de Gaugamela,Jan Brueghel ,1602

La Batalla de Gaugamela tuvo lugar en el año 331 a.C. en el actual Kurdistán iraquí, posiblemente cerca de Dohuk, y supuso una victoria decisiva para los macedonios. Tras el asedio de Gaza, Alejandro avanzó desde Siria hacia el corazón del imperio persa, cruzando los ríos Éufrates y Tigris sin ninguna oposición. Darío estaba formando un enorme ejército, con hombres procedentes de los confines de su imperio, y planeaba utilizar su número para aplastar a Alejandro. Aunque Alejandro había conquistado parte del imperio persa, éste seguía siendo inmenso en superficie y en reservas de mano de obra, y Darío podía reclutar más hombres de los que Alejandro podía soñar. También estaban presentes en el ejército persa, señal de que los persas seguían siendo muy poderosos, los temidos elefantes de guerra. Aunque Darío tenía una ventaja significativa en número de soldados, la mayoría de sus tropas no estaban tan organizadas como las de Alejandro.[cita requerida]

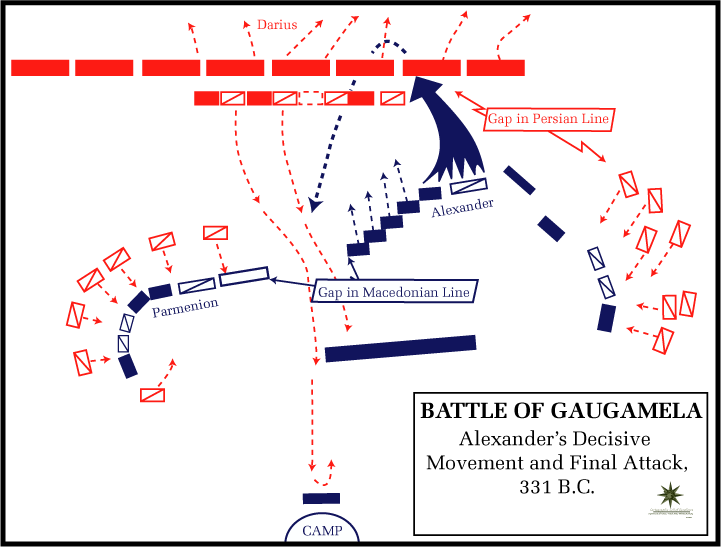
Ataque decisivo de Alejandro El Grande

La batalla comenzó con los persas ya presentes en el campo de batalla. Darío había reclutado la mejor caballería de sus sátrapas orientales. Darío se colocó en el centro con su mejor infantería, como era tradición entre los reyes persas. Los macedonios se dividieron en dos, quedando el lado derecho del ejército bajo el mando directo de Alejandro, y el izquierdo a Parmenión. Alejandro comenzó ordenando a su infantería marchar en formación de falange hacia el centro de la línea enemiga. Darío lanzó ahora sus carros, que fueron interceptados por los agrianos, y rápidamente inutilizados. Alejandro, mientras lideraba la carga, formó sus unidades en una gigantesca cuña, que rápidamente se estrelló contra el debilitado centro persa. El auriga de Darío fue asesinado por una lanza, y el caos se desató cuando todos pensaron (erróneamente) que era Darío quien había sido asesinado. La línea persa se derrumbó y Darío huyó. Darío escapó con un pequeño núcleo de sus fuerzas intacto, aunque la caballería bactriana y Bessos pronto lo alcanzaron. El resto de la resistencia persa fue rápidamente sofocada. En total, la batalla de Gaugamela fue una derrota desastrosa para los persas, y posiblemente una de las mejores victorias de Alejandro.[cita requerida]

### Bactria

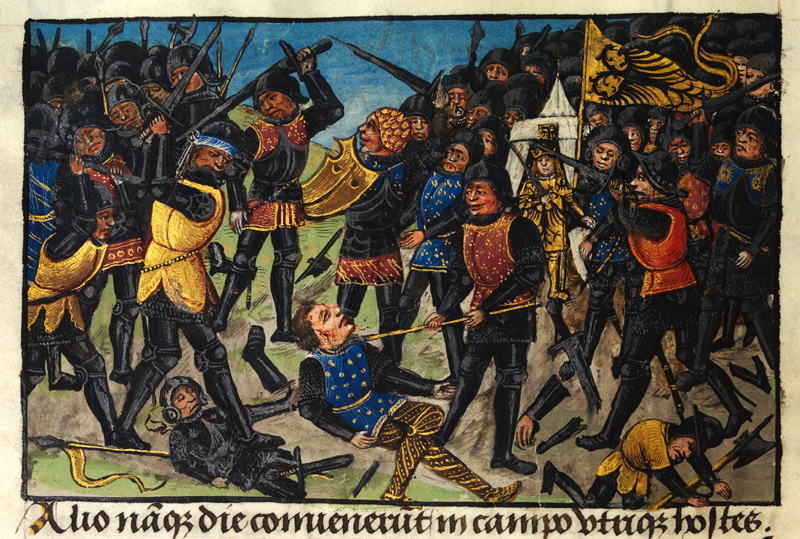
La primera victoria de Alejandro sobre el rey persa Darío, representada en estilo europeo medieval en el romance del siglo XV, La historia de las batallas de Alejandro

Tras la batalla, Parmenión acorraló el tren de equipaje persa mientras Alejandro y su propia escolta perseguían a Darío con la esperanza de alcanzarlo. Tras la batalla se obtuvo un importante botín, con 4.000 talentos capturados, así como el carro y el arco personales del rey. Darío planeó dirigirse más al este y reunir otro ejército para enfrentarse a Alejandro mientras él y los macedonios se dirigían a una de las capitales persas, Babilonia, y luego a otra, Susa. Allí, Alejandro encontró una riqueza que ni siquiera él había imaginado posible. Pagó a sus tropas y envió a Grecia una suma de dinero seis veces superior a los ingresos anuales de Atenas, para sofocar una rebelión espartana. Darío, por su parte, envió cartas a sus satrapías orientales pidiéndoles que permanecieran fieles. Las satrapías, sin embargo, tenían otras intenciones, y rápidamente capitularon ante Alejandro.[cita requerida]
Bessus apuñaló mortalmente a Darío, antes de huir hacia el este. Darío fue encontrado por uno de los exploradores de Alejandro, gimiendo de dolor. Darío, moribundo y encadenado a un tren de equipajes tirado por un buey, yacía junto a un perro solitario y sus ropas reales estaban cubiertas de sangre. Pidió agua y luego, agarrando la mano del soldado macedonio, dijo que estaba agradecido por no morir completamente solo y abandonado. Alejandro, que quizá se sintió realmente triste por la muerte de Darío, lo enterró junto a sus predecesores aqueménidas en un funeral militar completo. Alejandro afirmó que, mientras agonizaba, Darío había nombrado a Alejandro como su sucesor en el trono aqueménida y le había pedido que vengara su muerte, una ironía sorprendente ya que fue Alejandro quien le había perseguido hasta su muerte. Se considera que el Imperio Persa Aqueménida cayó con la muerte de Darío.[cita requerida]
Alejandro, viéndose a sí mismo como el legítimo sucesor aqueménida de Darío, consideraba a Besso como un usurpador del trono aqueménida, y finalmente encontró y ejecutó a este "usurpador". La mayoría de los sátrapas existentes debían dar su lealtad a Alejandro, y se les permitía mantener sus cargos. Las tropas de Alejandro pensaban ahora que la guerra había terminado. Alejandro no estaba seguro de cómo afrontar esta situación, así que decidió asustarlos para que se sometieran. Pronunció un discurso en el que argumentaba que sus conquistas no eran seguras, que los persas no querían que los griegos permanecieran en su país y que sólo la fuerza de Macedonia podía asegurar el país. El discurso funcionó y las tropas de Alejandro aceptaron quedarse con él. Alejandro, ahora el "Rey de Reyes" persa, adoptó la vestimenta y los modales persas, que, con el tiempo, los griegos empezaron a considerar decadentes y autocráticos. Empezaron a temer que Alejandro, el rey al que habían adorado como héroe, se estuviera convirtiendo en un déspota oriental, aunque un joven eunuco fue presentado a Alejandro y ayudó a mantener su decadencia bajo control.[cita requerida]

### Batalla de la Puerta Persa
En el invierno del 330 a.C., en la batalla de la Puerta Persa, al noreste de la actual Yasuj, en Irán, el sátrapa persa Ariobarzanes dirigió una última resistencia de las fuerzas persas. Tras la batalla de Gaugamela, en el actual Kurdistán iraquí, Alejandro había avanzado hasta Babilonia y Susa. Un camino real conectaba Susa con las capitales más orientales de Persépolis y Pasargada en Persia (el Imperio Persa tenía varias "capitales"), y era el lugar natural para la continuación de la campaña de Alejandro. Tras la conquista de Susa, Alejandro dividió el ejército macedonio en dos partes. El general de Alejandro, Parmenión, llevó una mitad por el camino real, y el propio Alejandro tomó la ruta hacia Persis. El paso a Persis requería atravesar las Puertas Persas, un estrecho paso de montaña que se prestaba fácilmente a emboscadas.
Creyendo que, tras su victoria sobre los uxianos, no encontraría más fuerzas enemigas durante su marcha, Alejandro se olvidó de enviar exploradores por delante de su vanguardia, por lo que cayó en la emboscada de Ariobarzanes. Una vez que el ejército macedonio avanzó lo suficiente hacia el estrecho paso, los persas hicieron llover rocas sobre ellos desde las laderas del norte. Desde la ladera sur, los arqueros y las catapultas persas lanzaron sus proyectiles. Al principio, el ejército de Alejandro sufrió muchas bajas, perdiendo pelotones enteros a la vez. Ariobarzanes tenía la esperanza de que derrotar a Alejandro en las Puertas de Persia permitiría a los persas disponer de más tiempo para formar otro ejército y, posiblemente, detener la invasión macedonia por completo.
Ariobarzanes mantuvo el paso durante un mes, pero Alejandro consiguió rodear al ejército persa y romper las defensas persas. La derrota de las fuerzas de Ariobarzanes en la Puerta Persa eliminó el último obstáculo militar entre Alejandro y Persépolis. A su llegada a la ciudad de Persépolis, Alejandro nombró a un general llamado Frasaortes como sucesor de Ariobarzanes. Cuatro meses después, Alejandro permitió que las tropas saquearan Persépolis. Se produjo un incendio que se extendió al resto de la ciudad. No está claro si se trató de un accidente por embriaguez o de un acto deliberado de venganza por el incendio de la Acrópolis de Atenas durante la Segunda Guerra Greco-Persa.

## Asedio de la Roca Sogdiana
Después de que Alejandro derrotara a las últimas fuerzas del Imperio aqueménida en el 328 a.C., inició una nueva campaña hacia Ariana en el 327 a.C. Quería conquistar todo el mundo conocido, que en la época de Alejandro, terminaba en el extremo oriental de la India. Los griegos de la época de Alejandro no sabían nada de China, ni de otras tierras al este de Bactria. El asedio de la Roca Sogdiana, una fortaleza situada al norte de Bactria en Sogdiana, ocurrió en el 327 a.C. Oxyartes de Bactria había enviado a su esposa e hijas, una de las cuales era Roxana, a refugiarse en la fortaleza, ya que se creía inexpugnable, y estaba provista para un largo asedio. Cuando Alejandro pidió a los defensores que se rindieran, éstos se negaron, diciéndole que necesitaría "hombres con alas" para capturarla. Alejandro pidió voluntarios, a los que recompensaría si podían escalar los acantilados bajo la fortaleza. Había unos 300 hombres que, gracias a asedios anteriores, habían adquirido experiencia en la escalada. Utilizando piquetas y fuertes cuerdas de lino, escalaron la pared del acantilado por la noche, perdiendo a unos 30 de ellos durante el ascenso. Siguiendo las órdenes de Alejandro, señalaron su éxito a las tropas de abajo agitando trozos de lino, y Alejandro envió a un heraldo a gritar la noticia a los puestos avanzados del enemigo para que se rindieran sin más demora. Los defensores quedaron tan sorprendidos y desmoralizados que se rindieron. Alejandro se enamoró de Roxana, a la que los historiadores antiguos llaman la "mujer más bella del mundo" (una afirmación nada rara para una reina de la antigüedad), al verla y acabó casándose con ella. La historia del asedio la cuenta el historiador romano Arriano de Nicomedia, en la Anábasis (sección 4.18.4-19.6).[cita requerida]

## Campaña India

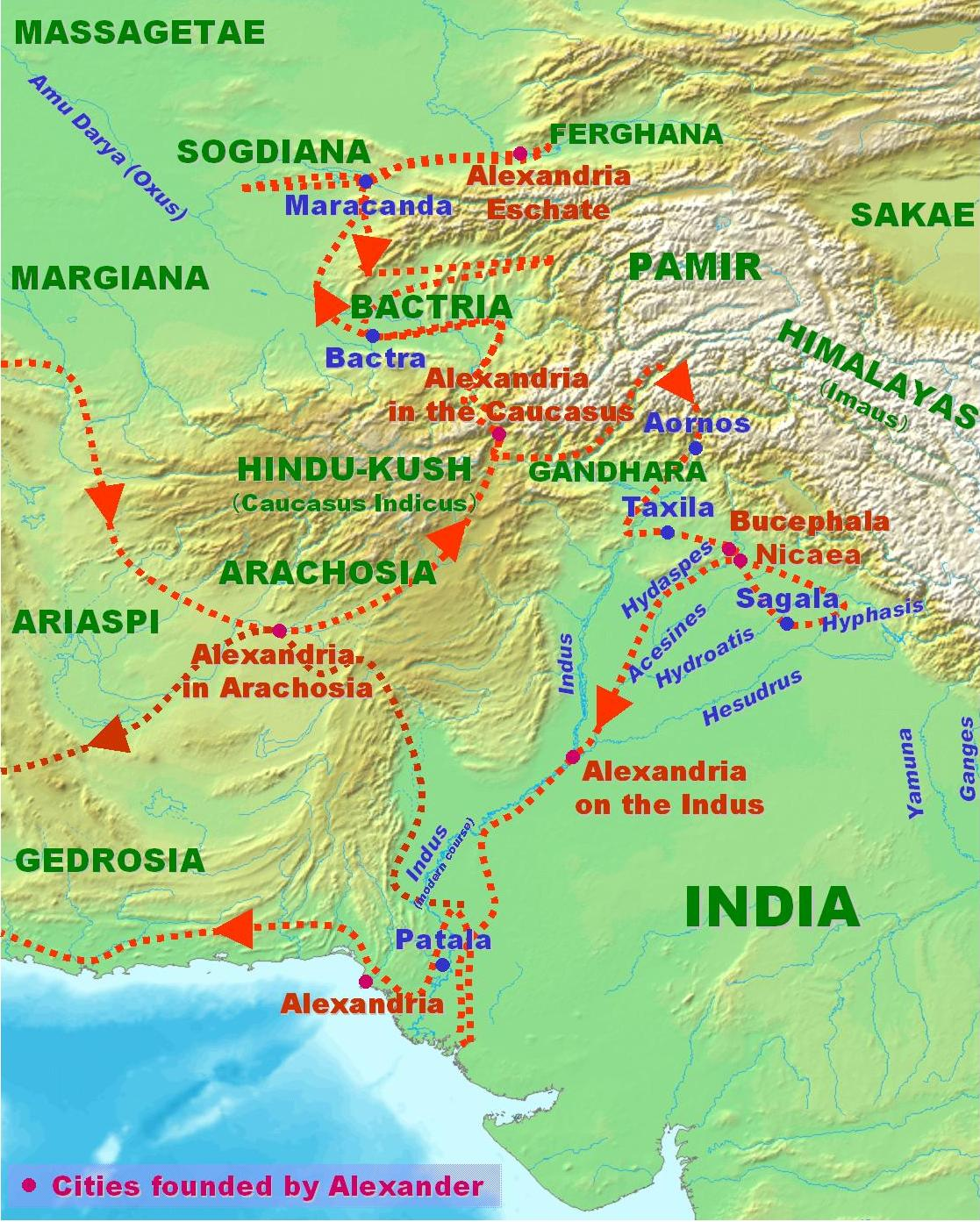
Campañas e hitos de la invasión de Alejandro en el subcontinente indio

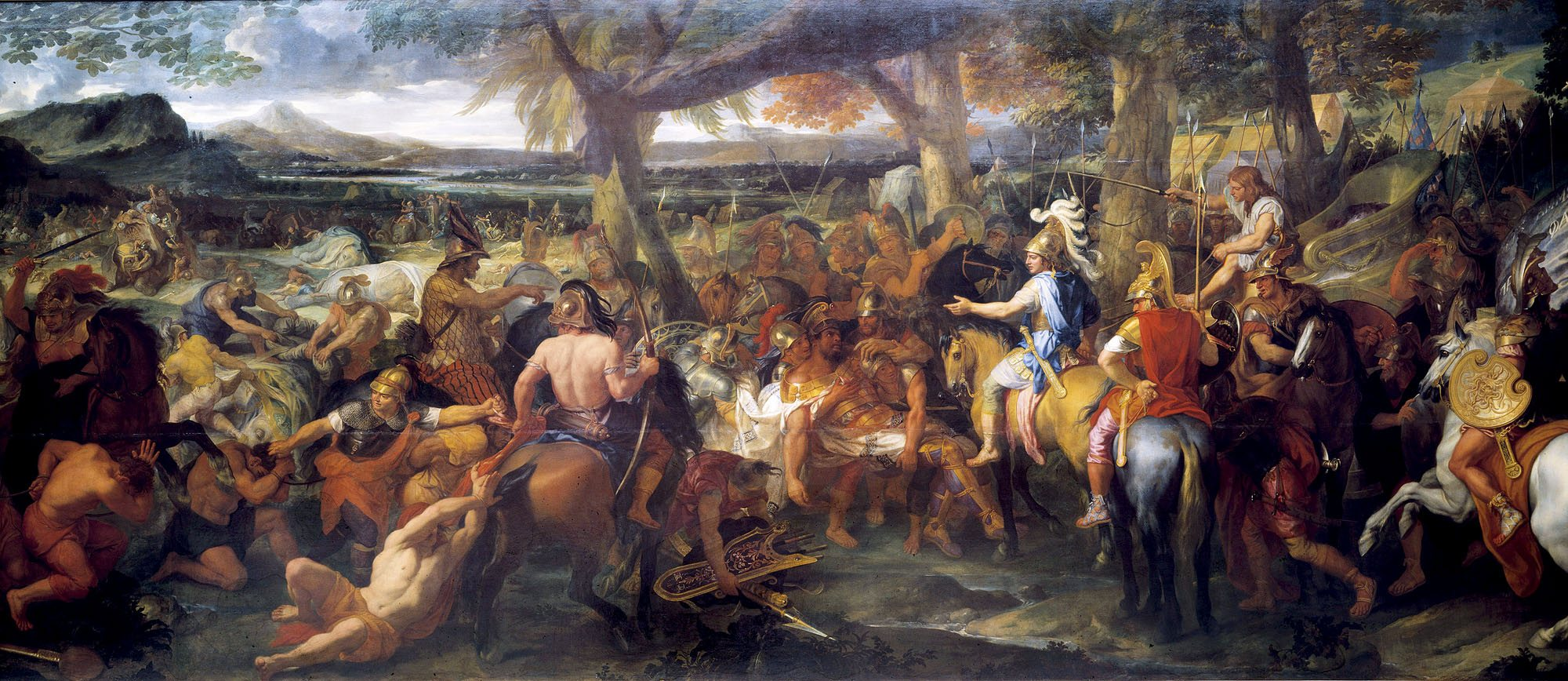
Una pintura de Charles Le Brun que representa a Alejandro y Poro durante la Batalla del Hydaspes.

Tras la muerte de Espitamenes y su matrimonio con Roxana (Roshanak en idioma bactriano) para cimentar sus relaciones con sus nuevas satrapías de Asia Central, Alejandro quedó finalmente libre para dirigir su atención al subcontinente indio. Alejandro invitó a todos los caudillos de la antigua satrapía de Gandhara, en el norte de lo que hoy es el río Jhelum, región de Pakistán (Historia Morderna) a acudir a él y someterse a su autoridad. Omphis, gobernante de Taxila, cuyo reino se extendía desde el Indo hasta el río JhelumHydaspes, accedió, pero los jefes de algunos clanes de las colinas, incluyendo las secciones Aspasioi y Assakenoi de los Kambojas (conocidos en los textos indios también como Ashvayanas y Ashvakayanas), se negaron a someterse.
En el invierno de 327/326 a.C., Alejandro dirigió personalmente una campaña contra estos clanes: los Aspasioi del Valle de Kunar, los guraeanos del valle de Guraeus, y los assakenoi de los valles de Swat y Buner. Se produjo una feroz contienda con los aspasioi en la que el propio Alejandro fue herido en el hombro por un dardo, pero finalmente los aspasioi perdieron la lucha. Alejandro se enfrentó entonces a los asakenoi, que lucharon valientemente y ofrecieron una tenaz resistencia a Alejandro en las fortalezas de Massaga, Ora y Aornos. La fortaleza de Massaga sólo pudo ser reducida tras varios días de sangrientos combates en los que el propio Alejandro resultó gravemente herido en el tobillo. Según Curcio, "Alejandro no sólo masacró a toda la población de Massaga, sino que también redujo sus edificios a escombros". A continuación, se produjo una matanza similar en Ora, otro bastión de los asakenoi. Tras Massaga y Ora, numerosos asakenos huyeron a la fortaleza de Aornos. Alejandro les pisó los talones y capturó la estratégica colina-fortaleza tras el cuarto día de una sangrienta lucha. Esta lucha era el desafío que Alejandro buscaba, un ejército con enormes elefantes que casi pudo derrotar a Alejandro.
Tras hacerse con el control de la antigua satrapía aqueménida de Gandhara, incluida la ciudad de Taxila, Alejandro avanzó hacia el Punjab, donde se enfrentó al rey regional Poro, al que derrotó en la Batalla del Hydaspes en el 326 a.C, pero quedó tan impresionado por el comportamiento del rey que permitió a Poros seguir gobernando su propio reino como sátrapa. Aunque fue victoriosa, la batalla del Hydaspes fue también la más costosa que libraron los macedonios.

Al este del reino de Poros, cerca del río Ganges, se encontraba la poderosa Imperio Nanda de Magadha. Según las fuentes griegas, el ejército de Nanda era cinco veces mayor que el ejército macedonio. Temiendo las perspectivas de enfrentarse a los poderosos ejércitos del Imperio de Nanda y agotado por años de campaña, su ejército se amotinó en el río Hyphasis, negándose a marchar más al este. Este río marca, por tanto, la extensión más oriental de las conquistas de Alejandro.
En cuanto a los macedonios, sin embargo, su lucha con Poro embotó su valor y detuvo su avance hacia la India. Pues habiendo hecho todo lo posible para rechazar a un enemigo que sólo contaba con veinte mil soldados de infantería y dos mil caballos, se opusieron violentamente a Alejandro cuando insistió en cruzar también el río Ganges, cuya anchura, según supieron, era de treinta y dos estadios y su profundidad de cien brazas, mientras que sus orillas, en la otra orilla, estaban cubiertas por multitudes de hombres de armas, jinetes y elefantes. Porque se les dijo que los reyes de los Ganderitas y de los Praesios les esperaban con ochenta mil jinetes, doscientos mil hombres de a pie, ocho mil carros y seis mil elefantes de combate.

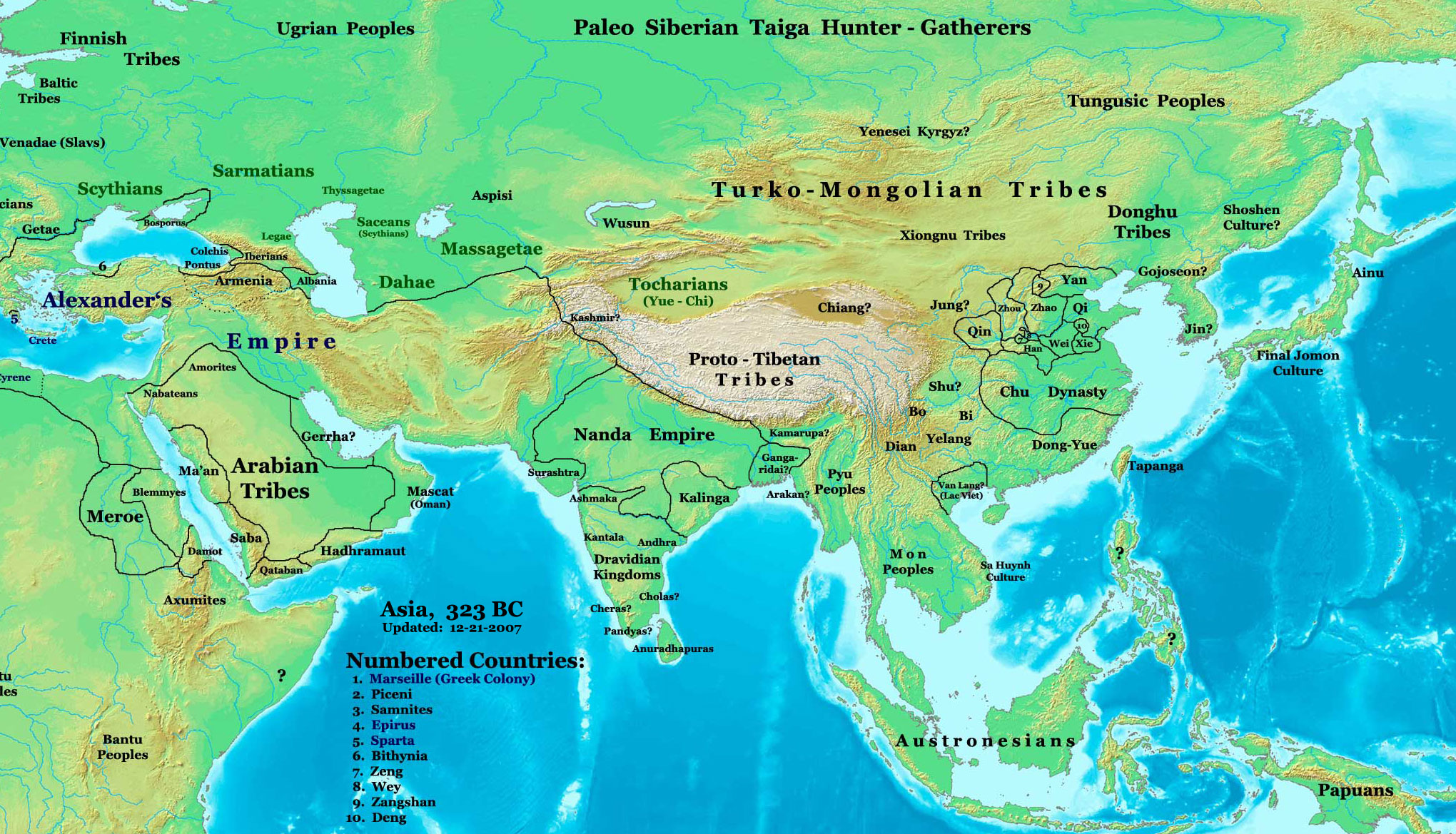
Asia en el 323 a.C., el Imperio Nanda y el Gangaridai de la India antigua en relación con el Imperio de Alejandro y sus vecinos

Alejandro se dirigió a su ejército y trató de persuadirles para que siguieran marchando hacia la India, pero Coeno le suplicó que cambiara de opinión y regresara, pues los hombres, dijo, "anhelaban volver a ver a sus padres, a sus esposas e hijos, a su patria". Alejandro, al ver la falta de voluntad de sus hombres, accedió y se desvió. Por el camino, su ejército conquistó a los clanes de la Malli (en la actual Multan). En el territorio del Indo, nombró a su oficial Peithon como sátrapa, cargo que ocuparía durante los siguientes diez años, hasta el 316 a.C., y en la región del Punjab dejó a Eudemus al frente del ejército, al lado del sátrapa Porus y Taxiles. Eudemus se convirtió en gobernante de una parte del Punjab tras su muerte. Ambos gobernantes regresaron a Occidente en el 316 a.C. con sus ejércitos. En el 321 a.C., Chandragupta Maurya fundó el Imperio Maurya en la India y derrocó a los sátrapas griegos.

## Regreso de la India
Alejandro envió ahora gran parte de su ejército a Carmania (el actual sur de Irán) con su general Crátero, y encargó a una flota que explorara la costa del Golfo Pérsico bajo el mando de su almirante Nearco, mientras conducía al resto de sus fuerzas de vuelta a Persia por la ruta del sur a través del desierto de Gedros (que ahora forma parte del sur de Irán y de Makrán, que ahora forma parte de Pakistán). Según Plutarco, durante los 60 días de marcha a través del desierto, Alejandro perdió tres cuartas partes de su ejército debido a las duras condiciones del desierto.

## Registro de batallas
| Fecha                                 | Guerra                  | Batalla                          | Resultado |
| ------------------------------------- | ----------------------- | -------------------------------- | --------- |
| 2 de agosto de 338 a. C.              | Guerras Sagradas        | Batalla de Queronea              | Victoria  |
| 335 a.C.                              | Campaña de los balcanes | Batalla del Monte Haemus         | Victoria  |
| Diciembre 335 a.C.                    | Campaña de los balcanes | Asedio de Pelium                 | Victoria  |
| Diciembre 335 a.C.                    | Campaña de los balcanes | Batalla de Tebas                 | Victoria  |
| Mayo 334 a.C                          | Campaña persa           | Batalla del Granicus             | Victoria  |
| 334 a.C.                              | Campaña persa           | Asedio de Mileto                 | Victoria  |
| 334 a.C.                              | Campaña persa           | Asedio de Halicarnaso            | Victoria  |
| 5 de noviembre de 333 a.              | Campaña persa           | batalla de issos                 | Victoria  |
| Enero-julio de 332 a. C               | Campaña persa           | Asedio de Tiro                   | Victoria  |
| Octubre 332 a.C.                      | Campaña persa           | Asedio de Gaza                   | Victoria  |
| 1 de octubre de 331 a.                | Campaña persa           | Batalla de Gaugamela             | Victoria  |
| Diciembre 331 a.C.                    | Campaña persa           | Batalla del Desfiladero de Uxian | Victoria  |
| 20 de enero de 330 a.                 | Campaña persa           | Batalla de la puerta persa       | Victoria  |
| 329 a.C.                              | Campaña persa           | Asedio de Cyropolis              | Victoria  |
| Octubre 329 a.C                       | Campaña persa           | Batalla de Jaxartes              | Victoria  |
| 327 a.C.                              | Campaña persa           | Asedio a Roca Sogdiana           | Victoria  |
| 327 de mayo - 326 de marzo a.C        | Campaña india           | Campaña Cophen                   | Victoria  |
| Abril 326 a.C.                        | Campaña india           | Asedio de Aornos                 | Victoria  |
| Mayo 326 a.C.                         | Campaña india           | Batalla del Hydaspes             | Victoria  |
| 326 de noviembre - 325 de febrero a.C | Campaña india           | Asedio de Multán                 | Victoria  |